# Reto Gloor
Reto Gloor (* 17. November 1962 in Schöftland, Kanton Aargau; † 7. Juni 2019 in Basel) war ein Schweizer Comiczeichner. Er lebte und arbeitete in Basel.

## Werk
Gloor, ausgebildeter Zeichnungslehrer, war meist hauptamtlich als Lehrer tätig und seit 1992 auch als Comiczeichner.
Zuerst erschien 1992 der Comic Matter, die Geschichte des Aargauer Ein- und Ausbrecherkönigs Bernhard Matter, die „sich gut verkaufte“ und „einer der erfolgreichsten Schweizer Comics“ gewesen sei.
Er thematisiert Schweizer Lokalgeschichte. 1996 erschien erstmals ‘’Meyer und Meyer – als Aarau die Hauptstadt der Schweiz war’’. Der historische Comic erzählt die Geschichte von Johann Rudolf Meyer Senior und Junior, zwei der einflussreichsten Aargauer Persönlichkeiten des 18. Jahrhunderts. Angefangen mit einem kleinen Tuchhandel, baute Meyer Senior mit seinem Sohn ein erfolgreiches Textilunternehmen in Aarau auf. Durch weltweiten Handel wurden sie schliesslich zu den reichsten Bürgern der Stadt. Ergänzt wird der Comic in der Neuauflage 2015 mit einem umfassenden historischen Anhang von Marc Griesshammer, Historiker und Kurator des Stadtmuseums Aarau.
Seine 2015 erschienene Graphic Novel ‘’Das Karma-Problem’’ erzählt von seiner Erkrankung an Multipler Sklerose. Begonnen 2013 sollte es „die Dokumentation seiner Heilung werden, doch die Wirklichkeit hat sich nicht an die Vorgabe gehalten, das Leiden wurde schlimmer“. „Das Zeichnen von Bildergeschichten ist ein bedeutender Teil meiner Identität und ich musste Wege suchen, wie ich diesen wichtigen Anteil meiner Persönlichkeit behalten konnte“, so Reto Gloor selbst. Seine Graphic Novel erzähle „subjektiv und ohne Pathos vom Verlauf der MS“, so die Tageswoche sowie „immer mit einem Hauch Ironie“. Darüber hinaus sind auch philosophische Reflexionen und der Wunsch nach beruflicher Selbstständigkeit wichtige Bestandteile der Erzählung.
„Das Karma-Problem ist ein in mehrfacher Hinsicht erstaunlicher Comic. Zum einen vermittelt er Einiges über eine Krankheit, die wir alle kennen, ohne sie zu verstehen. Zum anderen ist «Das Karma-Problem» trotz der Unheilbarkeit der Multiplen Sklerose nicht hoffnungslos“, so SRF Kultur.

## Stil
Bis zu seiner Erkrankung zeichnete Gloor in expressivem Schwarzweiss im Stil der Ligne claire, 2011 konnte er den Stift nicht mehr kontrolliert führen. Seither zeichnet er mit Maus und Computer, bleibt aber seinem schlichten, klaren Stil treu. Er zeichne “nicht auf dem Computer, «nur weil es nicht anders geht», sondern weil es «Spannung» bringe. Es sei, als stünde er am Anfang – aber mit allen gesammelten Erfahrungen”, so die BZ Basel.

## Comics
- Matter, 1992
- Matter‚ entZWEIt, 1993
- Meyer und Meyer – als Aarau die Hauptstadt der Schweiz war (mit Markus Kirchhofer, Text), 1996. Neuauflage Edition Moderne, Zürich 2015, ISBN 978-3-03731-144-8
- Katharina von Dornach, 1999 Lehrmittelverlag Kt. SO, Solothurn
- Vallat (mit M. Moser, M. Milano), 2004 Edition Moderne, Zürich. Neuauflage 2012 Verlag Süddeutsche Zeitung, München
- Das Karma-Problem. MS – Eine unheilbare Krankheit übernimmt die Kontrolle, 2015 Edition Moderne, Zürich, ISBN 978-3-03731-139-4

## Ausstellungen
1987–2004 Ausstellungen in Zofingen, Aarburg, Aarau, Luzern, Baden, Lenzburg, Basel, Zürich, Winterthur, Lausanne, Rapperswil